# Ещё не вечер (фильм, 1974)
«Ещё не вечер» — советский художественный фильм 1974 года, поставленный кинорежиссёром Николаем Розанцевым (1922-1980).

## Сюжет
Будучи 15-летней девочкой Инна Ковалёва пошла работать на завод, когда шла Великая Отечественная война. С заводом связана вся жизнь Инны Викторовны. Инна соглашается стать мастером участка, и ей приходится очень нелегко наладить отношения в бригаде после предыдущего мастера. Одна из её подруг, с которыми она проработала 30 лет вместе, уволена за злоупотребление алкоголем, другая после конфликта переходит в другой цех. Непосредственный начальник Инны Андрей Павлов, вдовец со взрослой дочерью, который пытался за ней ухаживать ещё в юности, снова проявляет к ней интерес, а с мужем, который только играет в домино и смотрит футбол по телевизору, нет никакой духовной близости. Инна прикладывает огромные усилия, и в бригаде наконец появляется чувство общего дела, возвращаются в бригаду и её подруги Тамара и Зинаида. И в этот момент начальство извещает бригаду о том, что их досрочно переводят в новый цех, который расположен очень далеко от проходной, но те, кто захочет, могут остаться в старом помещении, но они будут работать уже с другими людьми. Каждому в бригаде предстоит сделать выбор.

## В ролях
- Инна Макарова — Инна Викторовна Ковалёва[1]
- Кирилл Лавров — Андрей Андреевич Павлов
- Маргарита Гладунко — Тамара Шевелькова
- Римма Маркова — Зинаида Воронина
- Ольга Маркина — Александра Жигалкина
- Галина Гальченко — Света Павлова
- Юрий Горобец — Пётр, муж Инны
- Рита Сергеечева — Лена, дочь Шевельковой
- Евгений Герасимов — Алёша Ковалёв, сын
- Любовь Малиновская — Поля
- Анна Твеленёва — Люба
- Лариса Буркова — Валя
- Лилия Гурова — Клава Семыкина
- Татьяна Конюхова — Любовь Петровна
- Виктор Запорожский — Вася
- Василий Корзун — Александр Иванович
- Людмила Макарова — медсестра в регистратуре роддома
- Борис Рыжухин — Василий Петрович
- Елена Андерегг — художница Николаева
- Любовь Тищенко — Катя Попова

## Съёмочная группа
- Автор сценария: Майя Ганина
- Режиссёр: Николай Розанцев (1922-1980)
- Оператор: Александр Чиров
- Композитор: Николай Червинский
- Художник: Алексей Федотов
- Художник по костюмам: Наталия Тореева